# 烏拉河 (道加瓦河支流)

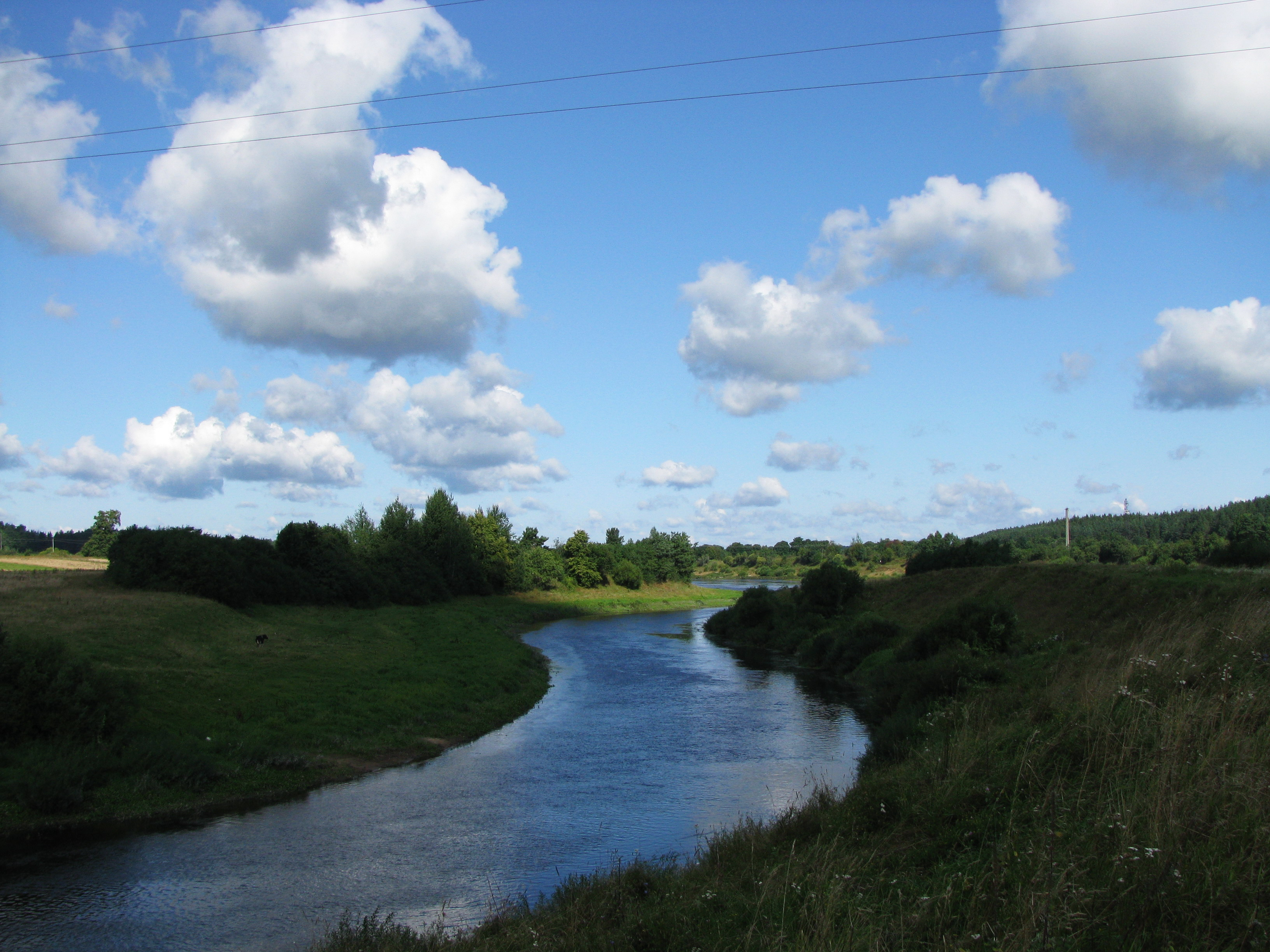
烏拉河

烏拉河（白俄羅斯語：Ула）是白俄羅斯的河流，屬於道加瓦河的左支流，由維捷布斯克州負責管轄，河道全長123公里，流域面積4,090平方公里，發源自列佩利湖，每年十二月至翌年四月結冰。